# ناوشکن کلاس آی
دیسترویر کلاس آی (به انگلیسی: I-class destroyer) یک کلاس از کشتی است که طول آن ۳۲۳ فوت (۹۸ متر) می‌باشد.